# Egerszólát
Egerszólát község Heves vármegyében, az  Egri járásban.

## Fekvése
A Bükkalján, a 24 128-as úton Egertől 12 km-re nyugatra, a Rábca-patak völgyében, a Szóláti-patak két partján helyezkedik el. Külterületeit érinti a 2416-os út is.

## Története
Első írásos említése 1248-ből (Zowlat), illetve 1332-ből való (Zolouth). Az egri vár ostroma (1552) után elnéptelenedett. A település, annak is Felsőszólát nevű része a 18. század elején kezdett újra benépesülni.

## Közélete

### Polgármesterei
- 1990–1994: Tuza Ferenc (független)[4]
- 1994–1998: Tuza Ferenc (független)[5]
- 1998–2002: Tuza Ferenc (független)[6]
- 2002–2006: Tuza Ferenc (független)[7]
- 2006–2010: Tuza Ferenc (független)[8]
- 2010–2014: Verebélyi György (Fidesz–KDNP)[9]
- 2014–2019: Verebélyi György (Fidesz–KDNP)[10]
- 2019–2024: Verebélyi György (Fidesz–KDNP)[11]
- 2024– : Juhász Anett (független)[1]

## Népesség
A település népességének változása:
| Lakosok száma | 1022 | 997  | 1000 | 1034 | 1009 | 1037 | 1008 |
|               | 2013 | 2014 | 2015 | 2021 | 2022 | 2023 | 2024 |

2001-ben a település lakosságának 99%-a magyar, 1%-a cigány nemzetiségűnek vallotta magát.
A 2011-es népszámlálás során a lakosok 87,2%-a magyarnak, 2,1% cigánynak, 0,6% románnak, 0,2% szerbnek mondta magát (12,8% nem nyilatkozott; a kettős identitások miatt a végösszeg nagyobb lehet 100%-nál). A vallási megoszlás a következő volt: római katolikus 60,5%, református 3,8%, evangélikus 0,4%, görögkatolikus 0,2%, felekezeten kívüli 9,2% (20,8% nem nyilatkozott).
2022-ben a lakosság 92,4%-a vallotta magát magyarnak, 1,2% cigánynak, 0,3% németnek, 0,2% szerbnek, 0,1-0,1% ukránnak, szlováknak és románnak, 2,1% egyéb, nem hazai nemzetiségűnek (7,5% nem nyilatkozott; a kettős identitások miatt a végösszeg nagyobb lehet 100%-nál). Vallásuk szerint 41,9% volt római katolikus, 4,8% református, 0,4% görög katolikus, 0,2% evangélikus, 4,4% egyéb keresztény, 0,6% egyéb katolikus, 12% felekezeten kívüli (35,6% nem válaszolt).

## Nevezetességei
- 1848-49-es emlékoszlop
- Kőkereszt
- Szentháromság-szobor
- Több nemesi kúria (Vécsey-, Brezovay-, Ferenczy-, Beöthy-, Andránszky-kúria)
- népi lakóházak

## Galéria

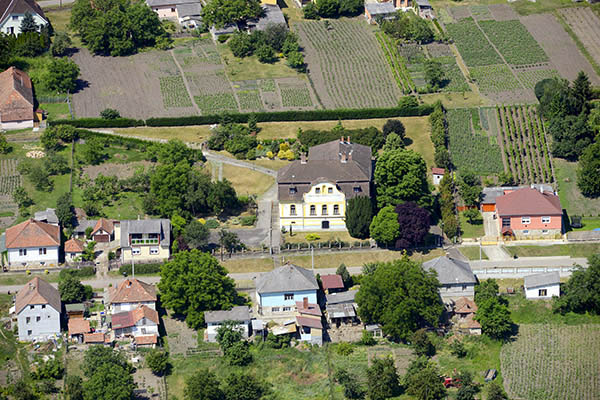
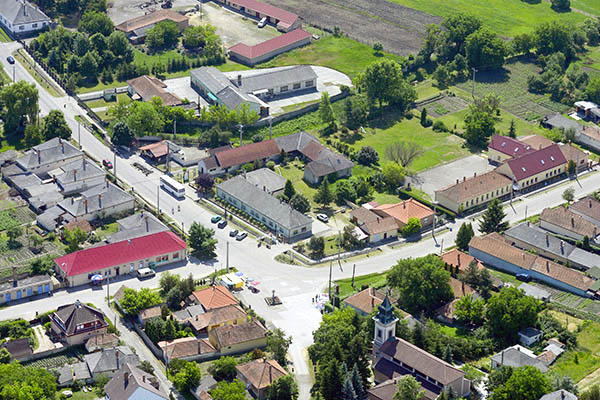
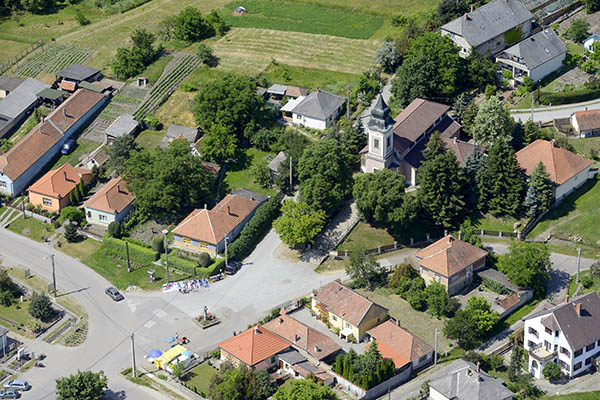
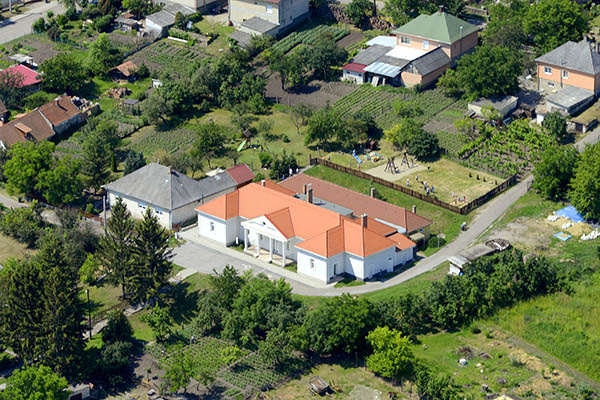

## Bor
Egerszólát az Egri borvidék része. Híres bora az Egerszóláti olaszrizling.